# 尼日簽證政策
外國公民入境 尼日尔前必須從尼日使領館處取得签证，除享有豁免簽證資格的國家的公民外。

## 分布地圖

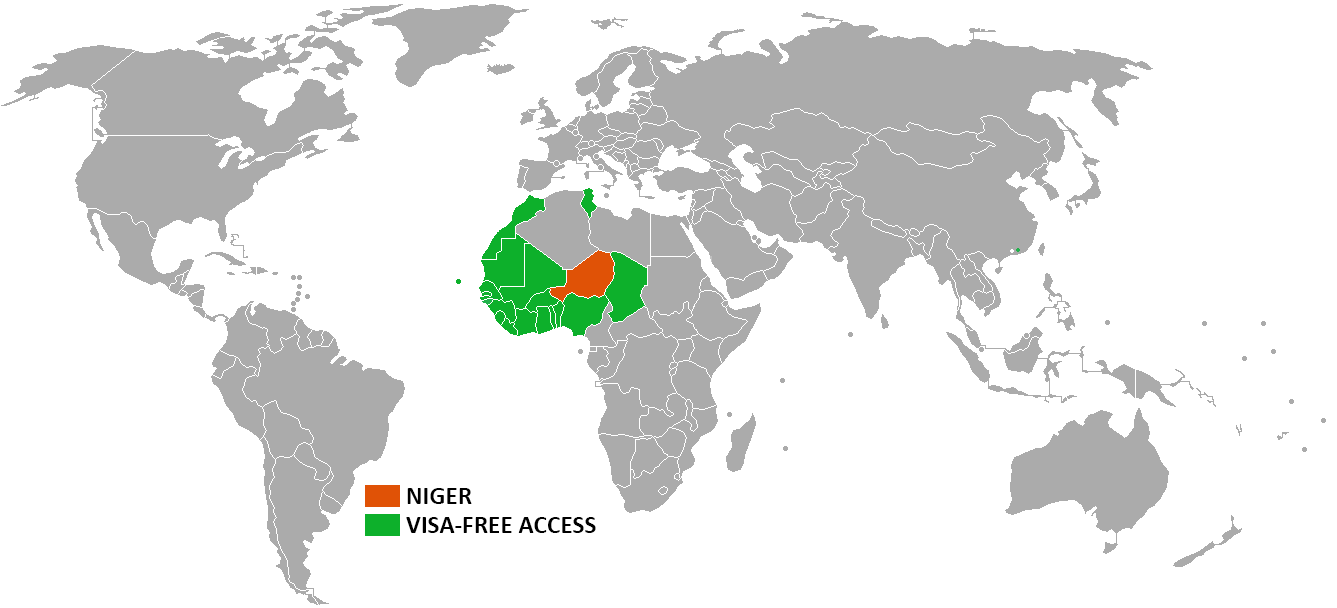
尼日簽證政策
尼日
免簽證
需要簽證

## 免簽證
下列19個國家和地區的公民無需簽證，即可入境尼日：
| - 布吉納法索 - 几内亚 - 香港 | - 利比里亚 - 毛里塔尼亚 - 摩洛哥 - 奈及利亞 - 塞内加尔 - 多哥 - 突尼西亞 |  |

## 過境免簽證
持有下一程機票在尼日轉機的旅客可以免簽證過境，要求在尼境內停留時間不超過24小時。多數國家公民均可下機換乘另一航班，但下列國家公民只有乘坐同一架飛機經停尼日才可免簽證過境：
| - 阿尔巴尼亚 - 亞美尼亞 - 白俄羅斯 - 保加利亚 - 中华人民共和国 - 捷克 - 匈牙利 - 北馬其頓 | - 摩尔多瓦 - 蒙古国 - 波蘭 - 葡萄牙 - 羅馬尼亞 - 俄羅斯 - 斯洛伐克 - 斯洛維尼亞 - 南非 - 乌克兰 - 越南 |

## 落地签
持有国家警察预先核准确认书的人员可在抵达尼亚美后获得落地签。护照将被上交1个工作日，旅行者必须在下一个工作日在移民局办理登记手续并取回护照。

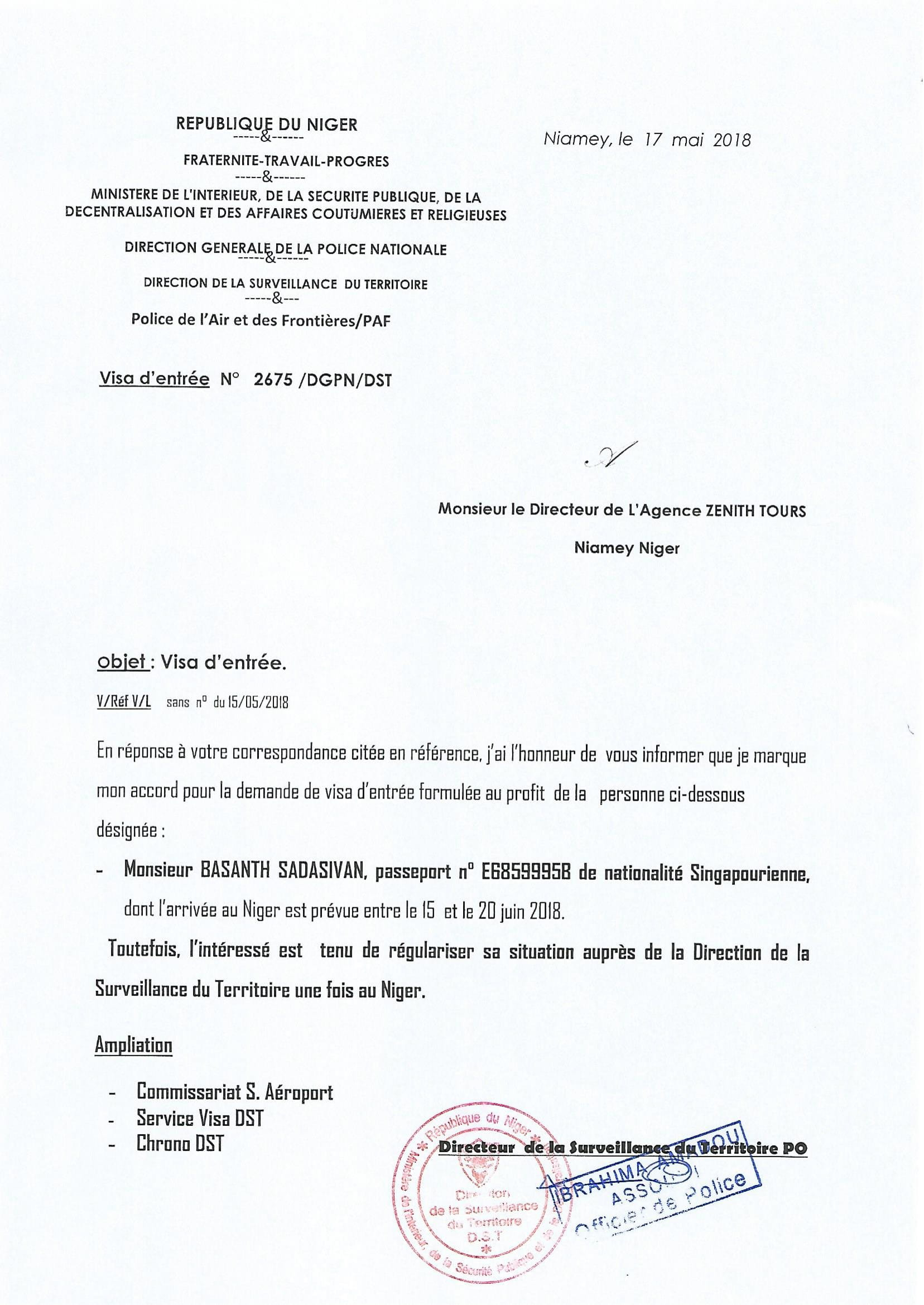
一份预授权函样品，使得这位新加坡的访客在抵达时获得落地签